# Tutulus (Schmuck)

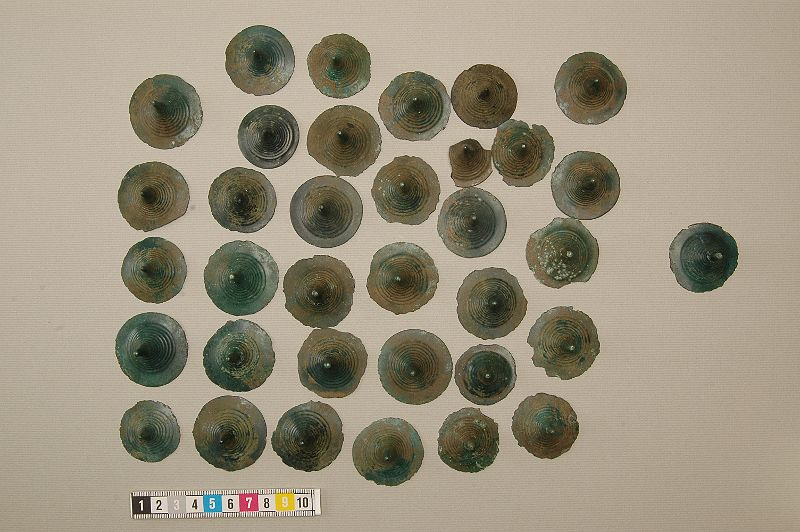
Tutuli aus dem Hort von Loshult

Tutulus

Der mehrdeutige Begriff Tutulus (bekannter unter dem plur. Tutuli) bezeichnet verzierte lineare oder getreppte, kegelige, in einem Mitteldorn auslaufende Zierelemente (Bronzeblechhütchen, Hexenhut), verschieden in Material (Bronze, Gold) und Größe, die mittels Ösen, ab der Bronze- (Hort von Jederitz) bis in die Völkerwanderungszeit als Applikationen auf der Bekleidung von Frauen angebracht wurden. Die Form wird auch in Fibeln, Broschen (Hängebrosche) und bei Ohrschmuck angetroffen. 
Kleine (7–8 mm), flache Ausführungen in Gold wurden im Priamosschatz gefunden. Die meist mehrteiligen Funde verteilen sich über Europa und den Orient. Im Norden können sie 5 bis 6 cm Durchmesser haben (Kegelgräber von Boldebuck), die Größe von Untertassen erreichen, in Jütland die von Tellern. Allgemein, insbesondere später, haben sie etwa  Fingerhutgröße, wie die 43 Tutuli beim „Mädchen von Molzbach“.